# Covadonga
Covadonga (asturià: Cuadonga; castellà: Covadonga i oficialment Cuadonga/Covadonga) és una parròquia del concejo de Cangues d'Onís a Astúries, Espanya. És l'única població amb la categoria de lloc (lugar), de la parròquia. La parròquia forma part del Parc Nacional de Picos de Europa, i en els seus 2,54 km²; habiten un total de 58 persones. És a uns 257 metres sobre el nivell de la mar, a les faldes del mont Auseva, i a uns 11 km de Cangues d'Onís. Suposadament Pelai estaria enterrat a Covadonga, i també el rei Alfons I el Catòlic (Alfons I d'Astúries). Forma part del Parc Nacional de Picos de Europa, creat el 22 de juliol de 1918 com a Parc Nacional de Covadonga (oficialment Parque nacional de la Montaña de Covadonga), primer parc nacional d'Espanya, ampliat i rebatejat el 1995. S'integra dins el massís Occidental dels Picos de Europa inclou la Peña Santa de 2.596 metres, la major altitud, i inclou els Llacs de Covadonga, nom que es dona al conjunt del llac Enol i el llac Ercina, coneguts popularment com "Los Lagos" i famosa en l'esport ciclista com a LLacs d'Enol per ser sovint etapa de la Vuelta a Espanya des de 1983.

## Conjunt monumental

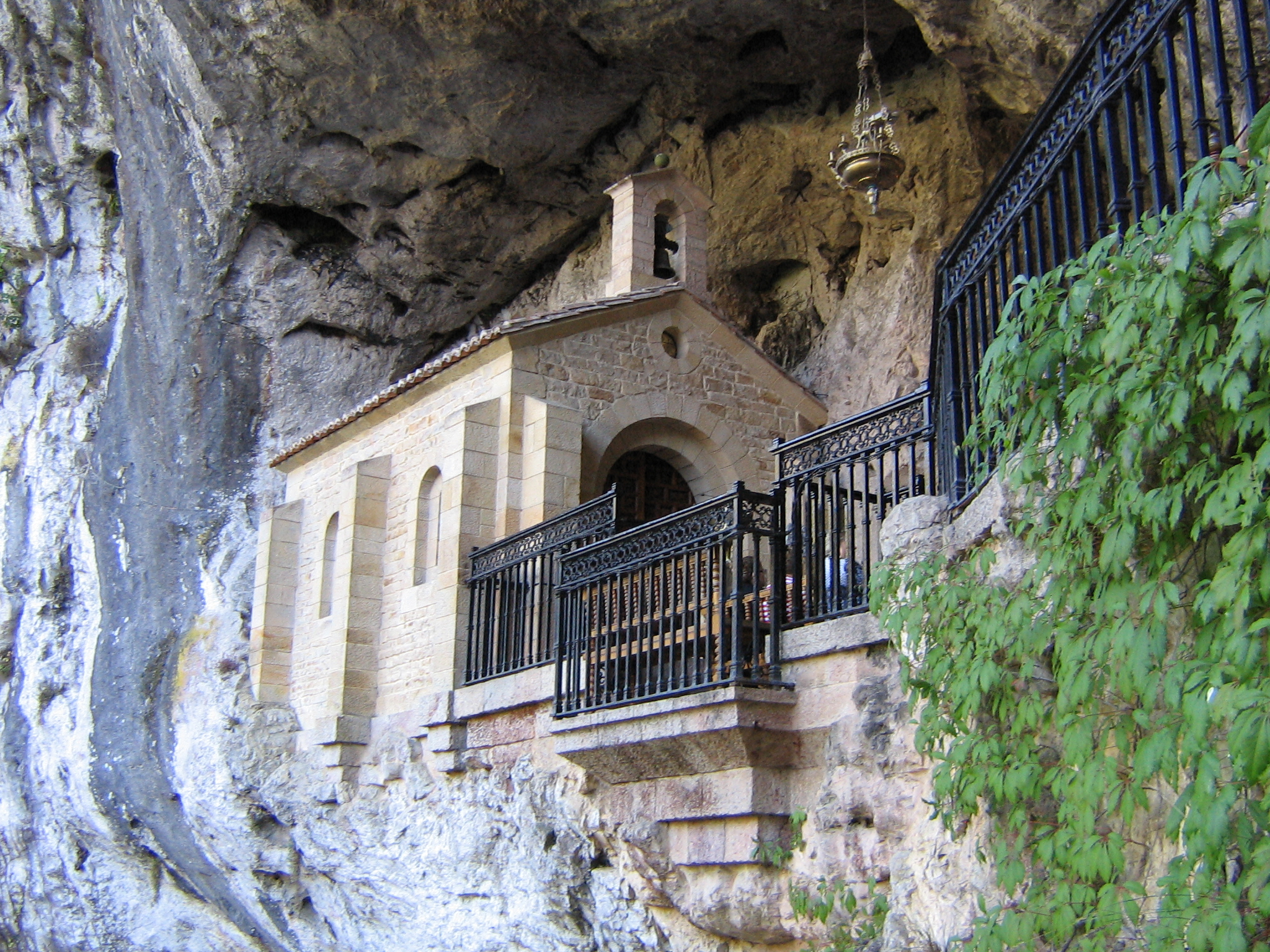
Detall de l'ermita a la Santa Cueva.

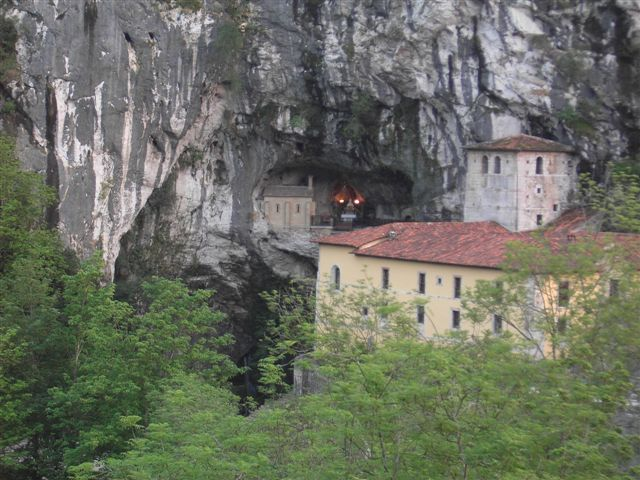
La Santa Cueva.

Dins la parròquia hi ha el conjunt monumental més visitat d'Astúries. És el Santuari de Covadonga, dedicat a la Verge de Covadonga (La Santina), commemoratiu de la suposada batalla de Covadonga. El conjunt s'esmenta com a "Santuario y Real Sitio de Covadonga". El formen:
- La basílica de Covadonga (Basílica de Santa María la Real de Covadonga)
- La Santa Cova (Cova de Covadonga)
- La Col·legiata de San Fernando
- Diversos monuments i edificis, principalment a l'Esplanada de Covadonga
- El monestir de San Pedro de Covadonga

A la Santa Cueva hi ha la capella agrària amb la imatge de la Verge de Covadonga i la tomba de Pelai I. Segons la tradició Pelai i els seus seguidors s'havien refugiat en aquest lloc perseguits per agents del govern. La Basílica de Covadonga fou concebuda per Roberto Frassinelli i aixecada entre 1877 i 1901 per l'arquitecte valencià Frederic Aparici, en estil neoromànic i construïda íntegrament en pedra calcària rosa.